# Jakobsleiter (St. Helena)
Die Jakobsleiter (englisch Jacob's Ladder) ist ein 1871 entstandener, 699 Stufen umfassender Aufstieg auf der Insel St. Helena. Er verbindet Jamestown am Fuße mit Half Tree Hollow auf dem Ladder Hill (deutsch Leiter-Hügel).
Das Erklimmen ist Bestandteil des jährlich stattfindenden Saint Helena Festival of Running.
Die Jakobsleiter steht unter höchstem Denkmalschutz.

## Geschichte

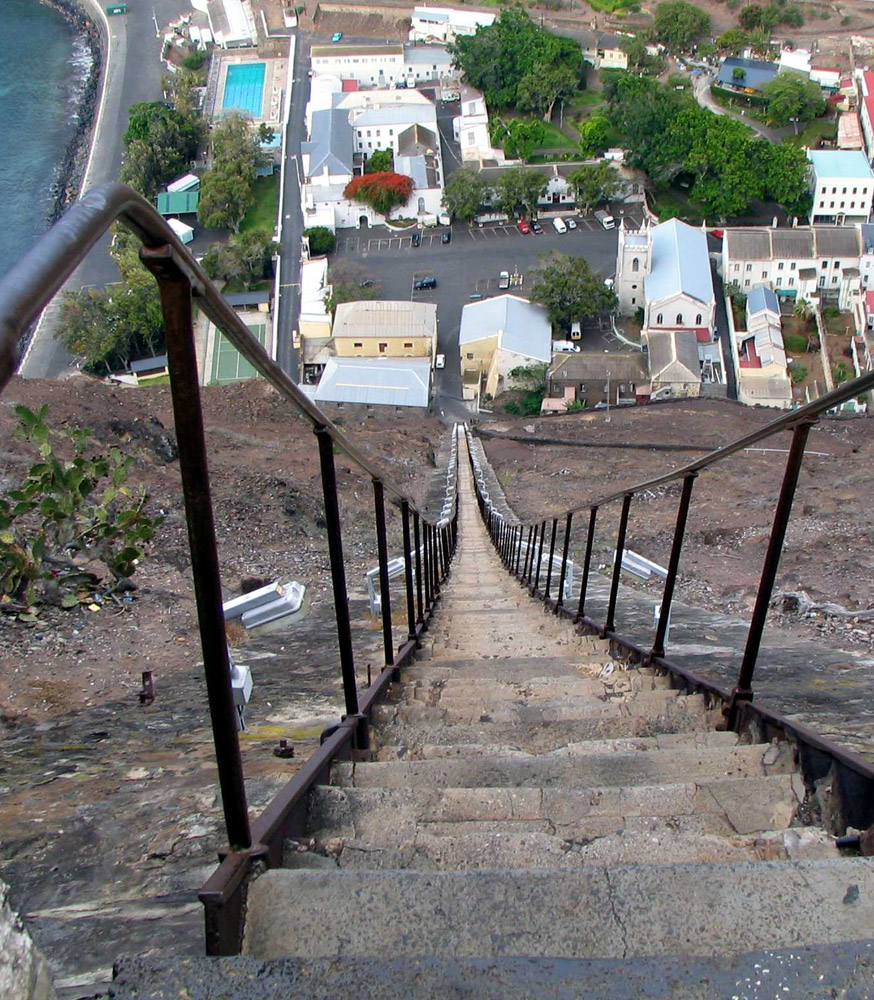
Jakobsleiter von der letzten Stufe aus gesehen

Ursprünglich wurde die Treppe 1829 als Teil einer pferdbetriebenen Schienenseilbahn angelegt und war eine der  ersten weltweit. Sie war besonders nützlich, um große Mengen Dung aus Jamestown auf die umliegenden Felder zu transportieren.